# Diócesis de Daloa
La diócesis de Daloa (en latín: Dioecesis Daloaënsis y en francés: Diocèse de Daloa) es una circunscripción eclesiástica de la Iglesia católica en Costa de Marfil. Se trata de una diócesis latina, sufragánea de la arquidiócesis de Gagnoa. Desde el 25 de abril de 2018 su obispo es Marcellin Kouadio Yao.

## Territorio y organización
La diócesis tiene 22 637 km² y extiende su jurisdicción sobre los fieles católicos de rito latino residentes en el distrito de Sassandra-Marahoué (creado en 2011 por unión de las regiones de Haut-Sassandra y Marahoué).
La sede de la diócesis se encuentra en la ciudad de Daloa, en donde se halla la Catedral de Cristo Rey.
En 2021 en la diócesis existían 42 parroquias agrupadas en 3 sectores parroquiales: Centre, Est y Sud.

## Historia
El vicariato apostólico de Sasandra fue erigido el 9 de abril de 1940 mediante la bula Quo intra del papa Pío XII, derivando el territorio del vicariato apostólico de Costa de Marfil (hoy arquidiócesis de Abiyán).
El 14 de septiembre de 1955, como consecuencia de la bula Dum tantis del papa Pío XII, el vicariato apostólico fue elevado a diócesis y tomó su nombre actual. Originalmente fue sufragánea de la arquidiócesis de Abiyán.
El 25 de junio de 1956 cedió una parte de su territorio para la erección de la diócesis de Gagnoa (hoy arquidiócesis) la bula Sanctissimum ac gravissimum del papa Pío XII.
El 8 de junio de 1968 cedió una parte de su territorio para la erección de la diócesis de Man mediante la bula Qui imperio Christi del papa Pablo VI.
El 19 de diciembre de 1994 cedió otra porción de su territorio para la erección de la diócesis de Odienné mediante la bula Ad aeternam provehendam del papa Juan Pablo II y al mismo tiempo pasó a formar parte de la provincia eclesiástica de la arquidiócesis de Gagnoa.

## Estadísticas
Según el Anuario Pontificio 2022 la diócesis tenía a fines de 2021 un total de 254 000 fieles bautizados.
| Año                                                                             | Población            | Población | Población      | Sacerdotes | Sacerdotes    | Sacerdotes    | Bautizados por sacerdote | Diáconos permanentes | Religiosos | Religiosos | Parroquias |
| Año                                                                             | Bautizados católicos | Total     | % de católicos | Total      | Clero secular | Clero regular | Bautizados por sacerdote | Diáconos permanentes | Varones    | Mujeres    | Parroquias |
| ------------------------------------------------------------------------------- | -------------------- | --------- | -------------- | ---------- | ------------- | ------------- | ------------------------ | -------------------- | ---------- | ---------- | ---------- |
| 1950                                                                            | 23 047               | 700 000   | 3.3            | 32         | 32            |               | 720                      |                      |            | 13         | 16         |
| 1970                                                                            | 7 692                | 520 000   | 1.5            | 22         |               | 22            | 349                      |                      | 22         | 37         |            |
| 1980                                                                            | 18 979               | 832 000   | 2.3            | 26         | 5             | 21            | 729                      |                      | 24         | 36         | 12         |
| 1990                                                                            | 25 500               | 1 203 000 | 2.1            | 23         | 9             | 14            | 1108                     |                      | 21         | 46         | 13         |
| 1999                                                                            | 35 500               | 1 115 000 | 3.2            | 40         | 24            | 16            | 887                      | 1                    | 23         | 53         | 13         |
| 2000                                                                            | 37 000               | 1 200 000 | 3.1            | 39         | 24            | 15            | 948                      | 1                    | 21         | 53         | 13         |
| 2001                                                                            | 36 500               | 1 193 000 | 3.1            | 41         | 26            | 15            | 890                      | 1                    | 23         | 48         | 13         |
| 2003                                                                            | 38 000               | 1 200 000 | 3.2            | 49         | 34            | 15            | 775                      | 1                    | 23         | 37         | 14         |
| 2004                                                                            | 38 000               | 1 196 000 | 3.2            | 43         | 31            | 12            | 883                      | 1                    | 18         | 34         | 14         |
| 2006                                                                            | 38 000               | 1 196 000 | 3.2            | 47         | 35            | 12            | 808                      | 1                    | 18         | 34         | 14         |
| 2013                                                                            | 220 000              | 1 541 000 | 14.3           | 60         | 48            | 12            | 3666                     | 1                    | 24         | 25         | 18         |
| 2016                                                                            | 264 000              | 1 658 000 | 15.9           | 63         | 54            | 9             | 4190                     | 3                    | 31         | 60         | 23         |
| 2019                                                                            | 284 730              | 1 790 465 | 15.9           | 70         | 66            | 4             | 4067                     | 2                    | 4          | 60         | 40         |
| 2021                                                                            | 254 000              | 2 563 600 | 9.9            | 103        | 89            | 14            | 2466                     | 2                    | 36         | 57         | 42         |
| Fuente: Catholic-Hierarchy, que a su vez toma los datos del Anuario Pontificio. |                      |           |                |            |               |               |                          |                      |            |            |            |

## Episcopologio
- Alphonse Charles Kirmann, S.M.A. † (9 de abril de 1940-25 de marzo de 1955 falleció)
- Jean Marie Etrillard, S.M.A. † (29 de febrero de 1956-4 de julio de 1956 nombrado obispo de Gagnoa)
- Pierre-Eugène Rouanet, S.M.A. † (4 de julio de 1956-20 de noviembre de 1975 renunció)
- Pierre-Marie Coty † (20 de noviembre de 1975-22 de marzo de 2005 retirado)
- Maurice Konan Kouassi (22 de marzo de 2005-25 de abril de 2018 retirado)
- Marcellin Kouadio Yao, desde el 25 de abril de 2018